# 莱加尔达
莱加尔达（西班牙語：Legarda）是西班牙纳瓦拉的一个市镇。总面积8平方公里，总人口90人（2001年），人口密度11人/平方公里。